# Tonico (cosmetico)
In cosmetica, un tonico è una lozione, in genere trasparente, utilizzata per pulire, purificare, rinfrescare e "tonificare" la pelle. Con tonificare si intende ridurre l'apparenza dei pori, disarrossare la pelle e genericamente dare una sensazione di benessere. Viene normalmente utilizzato solo sul viso.
L'utilizzo più comune avviene associato o conseguente alla rimozione del trucco o prima dell'applicazione di una crema viso.
Può essere applicato sia direttamente spruzzandolo sul viso, sia indirettamente utilizzando le dita, dischetti di cotone idrofilo, carré démaquillant, o fazzoletti di carta.  
Composto prevalentemente d'acqua, un tonico contiene in genere alcuni ingredienti con funzione:  
- detergente con tensioattivi non irritanti,
- astringente con ingredienti ricchi di tannini e/o saponine o acidi,
- umettante con ingredienti idrofili in grado di trattenere l'umidità sulla pelle,
- anti-sebo con solventi o opacizzanti,
- lenitiva con ingredienti che possono ridurre l'irritazione e l'arrossamento,
- esfoliante con acidi,
- rinfrescante con ingredienti in grado di dare una sensazione di fresco o per la rapida evaporazione o per l'attivazione di recettori TRPM8[5].

| Ingrediente tipico                                                              | INCI*                                                       | Funzione                                           |
| ------------------------------------------------------------------------------- | ----------------------------------------------------------- | -------------------------------------------------- |
| alcol                                                                           | ALCOHOL, ISOPROPYL ALCOHOL                                  | rinfrescante, solvente, antimicrobico, astringente |
| glicerina e glicoli                                                             | GLYCERIN, BUTYLENE GLYCOL                                   | umettante                                          |
| estratti vegetali                                                               | HAMAMELIS VIRGINIANA EXTRACT,                               | astringente, antisebo                              |
| estratti vegetali                                                               | ROSA DAMASCENA FLOWER WATER EXTRACT                         | astringente, profumo                               |
| estratti vegetali                                                               | CHAMOMILLA RECUTITA FLOWER/LEAF EXTRACT, BISABOLOL, AZULENE | lenitivo, antimicrobico                            |
| estratti vegetali                                                               | MENTA PIPERITA EXTRACT, MENTHOL                             | rinfrescante                                       |
| α-idrossi acidi                                                                 | GLYCOLIC ACID, MANDELIC ACID, LACTIC ACID                   | esfoliante, astringente                            |
| NOTE: * esempi di ingredienti di un tonico , senza alcuna rilevanza statistica. |                                                             |                                                    |